# 6796 Sundsvall
A 6796 Sundsvall (ideiglenes jelöléssel 1993 FH24) a Naprendszer kisbolygóövében található aszteroida. UESAC fedezte fel 1993. március 21-én.